# Carlos Fascendini
Carlos Alcides Fascendini (Esperanza, Provincia de Santa Fe, Argentina; 25 de diciembre de 1951) es un contador público y político argentino perteneciente a la Unión Cívica Radical. Es el actual presidente del Comité provincial de la UCR, y fue vicegobernador de Santa Fe durante el gobierno de Miguel Lifschitz. Fue intendente de la ciudad de Esperanza durante 1983 y 1987, y luego reelecto para dos mandatos consecutivos (1987-1991 y 1991-1995), además de ser senador de Santa Fe por el departamento Las Colonias desde 1995 hasta 2007, y diputado de 2007 a 2011.

## Biografía

### Comienzos
Carlos Fascendini nació el 25 de diciembre de 1951, en la ciudad de Esperanza, provincia de Santa Fe. Recibido de contador público, ejerció su profesión desde 1975 hasta 1994, mientras que, hasta 1983, fue docente en las escuelas Normal Mixta Domingo Faustino Sarmiento y 2027 José Manuel Estrada, ambas de Esperanza.
En 1983, fue elegido como intendente de su ciudad, Esperanza, hasta 1987, tras lo cual fue reelecto para los períodos 1987-1991 y 1991-1995. Desde entonces, se postuló como senador de Santa Fe por su departamento, logrando ser reelegido por tres periodos consecutivos (1995-1999, 1999-2003 y 2003-2007). Finalizado este periodo, y luego de ser diputado provincial de 2007 a 2011, el gobernador Antonio Bonfatti lo designó ministro de la Producción de la provincia, cargo que ostentó por cuatro años.

### Vicegobernador de Santa Fe (2015-2019)
En 2007, en el marco de la designación del vicegobernador del socialista Hermes Binner, hubo un desencuentro entre la UCR y el Partido Socialista (ambos miembros del Frente Progresista Cívico y Social (FPCyS)), al querer los primeros a Fascendini como vicegobernador, y al elegir los segundos a la también radical Griselda Tessio para tal puesto. Ocho años después, tras las elecciones de 2015, el gobernador Miguel Lifschitz le ofreció el puesto de vicegobernador.
El 25 de julio de 2015 Fascendini, junto al por entonces diputado provincial Maximiliano Pullaro, fundaron una nueva corriente dentro del radicalismo, Nuevo Espacio Organizado (NEO), afín al socialismo, ya que contó con el aval de Bonfatti y Lifschitz, y participando del mismo los senadores Felipe Michlig, Orfilio Marcón, Rodrigo Borla, Jorge Álvarez, Eduardo Galareto y los diputados electos Jorge Henn, Edgardo Martino, Estela Yacuzzi y Victoria Tejeda. Esta línea se formó en respuesta al problema electoral de la UCR en 2015, siendo que la convención nacional del radicalismo había decidido que el partido debía aliarse al PRO de Mauricio Macri y la Coalición Cívica de Elisa Carrió para formar Cambiemos, mientras que a nivel provincial los radicales seguían unidos a los socialistas en línea con la alianza Progresistas, encabezada por Margarita Stolbizer.
En junio de 2017, el Grupo Universidad, conformado por el intendente santafesino José Manuel Corral, los ministros Julio Schneider (Obras Públicas) y Eduardo Matozo (Ciencia y Tecnología), y los diputados nacionales Albor Cantard y Mario Domingo Barletta, se separó del socialismo para formar parte de Cambiemos, mientras que NEO y el Movimiento de Acción Radical (MAR) seguían en el FPCyS. Respecto a esto, Fascendini diría que «Quienes no comulguen con el proyecto del Frente no deberían estar en este barco». Posteriormente, el presidente de la UCR santafesina y del MAR, Julián Galdeano, confirmó que su grupo se pasaría del lado de Cambiemos, quedando solo el NEO como parte radical del FPCyS.
En la Convención de la UCR provincial del 11 de febrero de 2019 se decidió, por 52 votos sobre 60 posibles, que la sigla del partido no sería representada ni en las boletas de Cambiemos ni las del Frente Progresista. A raíz de estas divisiones y cercana la época de elecciones provinciales y nacionales, el presidente del Comité Nacional de la UCR y gobernador de Mendoza Alfredo Cornejo decidió la intervención de la convención el 13 de febrero, con el fin de que se inscriban como parte de la alianza Cambiemos. El interventor, en el cargo hasta el 1 de diciembre, fue Mariano Genovesi. Fascendini se mostró enfurecido ante estos hechos, al desconocer la autonomía partidara y a la convención en sí, postura compartida por el dirigente Juan Manuel Casella.

### Actualidad
Sucedidas las elecciones provinciales, siendo ganadas por el justicialismo, se armó una lista de unidad para las elecciones internas del partido, con Fascendini como presidente del Comité provincial. Así, asumió, junto con las otras autoridades, el miércoles 4 de diciembre.